# Eleições presidenciais de 2006 no Porto

## Resultados Oficiais
| Candidato               | Candidato               | Votos   | %               |
| ----------------------- | ----------------------- | ------- | --------------- |
|                         | Aníbal Cavaco Silva     | 72 453  | 48,69 / 100,00  |
|                         | Manuel Alegre           | 29 059  | 19,53 / 100,00  |
|                         | Mário Soares            | 25 825  | 17,35 / 100,00  |
|                         | Jerónimo de Sousa       | 12 376  | 8,32 / 100,00   |
|                         | Francisco Louçã         | 8 572   | 5,76 / 100,00   |
|                         | Garcia Pereira          | 520     | 0,35 / 100,00   |
| Votos Inválidos         | Votos Inválidos         | 2 609   | 1,72 / 100,00   |
| Total                   | Total                   | 151 414 | 100,00 / 100,00 |
| Eleitorado/Participação | Eleitorado/Participação | 234 029 | 64,70 / 100,00  |

## Resultados por Freguesia
Os resultados dos candidatos por freguesia foram os seguintes:
| Freguesia       | %     | %     | %     | %     | %    | %    | Votantes |
| Freguesia       | ACS   | MA    | MS    | JDS   | FL   | GP   | Votantes |
| --------------- | ----- | ----- | ----- | ----- | ---- | ---- | -------- |
| Aldoar          | 44,52 | 20,60 | 20,02 | 8,01  | 6,45 | 0,39 | 7 744    |
| Bonfim          | 52,49 | 18,47 | 15,65 | 8,05  | 5,06 | 0,28 | 16 737   |
| Campanhã        | 37,36 | 21,42 | 21,69 | 12,34 | 6,84 | 0,35 | 21 069   |
| Cedofeita       | 55,32 | 18,27 | 14,75 | 5,96  | 5,21 | 0,49 | 15 701   |
| Foz do Douro    | 57,53 | 16,81 | 15,44 | 5,05  | 4,90 | 0,26 | 7 492    |
| Lordelo do Ouro | 47,45 | 20,26 | 17,52 | 8,80  | 5,63 | 0,34 | 12 104   |
| Massarelos      | 48,64 | 20,93 | 15,70 | 9,01  | 5,40 | 0,32 | 4 821    |
| Miragaia        | 34,14 | 23,11 | 21,20 | 13,11 | 8,15 | 0,29 | 1 752    |
| Nevogilde       | 76,71 | 11,20 | 7,47  | 1,91  | 2,26 | 0,46 | 3 525    |
| Paranhos        | 49,04 | 19,88 | 16,73 | 7,77  | 6,27 | 0,31 | 28 464   |
| Ramalde         | 49,72 | 19,91 | 16,80 | 7,70  | 5,51 | 0,36 | 19 920   |
| Santo Ildefonso | 50,82 | 18,38 | 17,09 | 7,67  | 5,65 | 0,39 | 6 257    |
| São Nicolau     | 34,65 | 24,24 | 21,48 | 12,12 | 6,92 | 0,59 | 1 540    |
| Sé              | 35,38 | 19,26 | 27,08 | 12,97 | 5,03 | 0,29 | 2 476    |
| Vitória         | 43,58 | 19,44 | 20,39 | 9,83  | 6,48 | 0,28 | 1 812    |
| Porto           | 48,69 | 19,53 | 17,35 | 8,32  | 5,76 | 0,35 | 151 414  |

#### Aldoar
| Candidato               | Candidato               | Votos  | %               |
| ----------------------- | ----------------------- | ------ | --------------- |
|                         | Aníbal Cavaco Silva     | 3 389  | 44,52 / 100,00  |
|                         | Manuel Alegre           | 1 568  | 20,60 / 100,00  |
|                         | Mário Soares            | 1 524  | 20,02 / 100,00  |
|                         | Jerónimo de Sousa       | 610    | 8,01 / 100,00   |
|                         | Francisco Louçã         | 491    | 6,45 / 100,00   |
|                         | Garcia Pereira          | 30     | 0,39 / 100,00   |
| Votos Inválidos         | Votos Inválidos         | 132    | 1,70 / 100,00   |
| Total                   | Total                   | 7 744  | 100,00 / 100,00 |
| Eleitorado/Participação | Eleitorado/Participação | 11 190 | 69,20 / 100,00  |

#### Bonfim
| Candidato               | Candidato               | Votos  | %               |
| ----------------------- | ----------------------- | ------ | --------------- |
|                         | Aníbal Cavaco Silva     | 8 643  | 52,49 / 100,00  |
|                         | Manuel Alegre           | 3 041  | 18,47 / 100,00  |
|                         | Mário Soares            | 2 577  | 15,65 / 100,00  |
|                         | Jerónimo de Sousa       | 1 325  | 8,05 / 100,00   |
|                         | Francisco Louçã         | 833    | 5,06 / 100,00   |
|                         | Garcia Pereira          | 46     | 0,28 / 100,00   |
| Votos Inválidos         | Votos Inválidos         | 272    | 1,63 / 100,00   |
| Total                   | Total                   | 16 737 | 100,00 / 100,00 |
| Eleitorado/Participação | Eleitorado/Participação | 25 916 | 64,58 / 100,00  |

#### Campanhã
| Candidato               | Candidato               | Votos  | %               |
| ----------------------- | ----------------------- | ------ | --------------- |
|                         | Aníbal Cavaco Silva     | 7 739  | 37,36 / 100,00  |
|                         | Mário Soares            | 4 493  | 21,69 / 100,00  |
|                         | Manuel Alegre           | 4 438  | 21,42 / 100,00  |
|                         | Jerónimo de Sousa       | 2 557  | 12,34 / 100,00  |
|                         | Francisco Louçã         | 1 418  | 6,84 / 100,00   |
|                         | Garcia Pereira          | 72     | 0,35 / 100,00   |
| Votos Inválidos         | Votos Inválidos         | 352    | 1,67 / 100,00   |
| Total                   | Total                   | 21 069 | 100,00 / 100,00 |
| Eleitorado/Participação | Eleitorado/Participação | 34 530 | 61,02 / 100,00  |

#### Cedofeita
| Candidato               | Candidato               | Votos  | %               |
| ----------------------- | ----------------------- | ------ | --------------- |
|                         | Aníbal Cavaco Silva     | 8 541  | 55,32 / 100,00  |
|                         | Manuel Alegre           | 2 821  | 18,27 / 100,00  |
|                         | Mário Soares            | 2 278  | 14,75 / 100,00  |
|                         | Jerónimo de Sousa       | 920    | 5,96 / 100,00   |
|                         | Francisco Louçã         | 804    | 5,21 / 100,00   |
|                         | Garcia Pereira          | 75     | 0,49 / 100,00   |
| Votos Inválidos         | Votos Inválidos         | 262    | 1,67 / 100,00   |
| Total                   | Total                   | 15 701 | 100,00 / 100,00 |
| Eleitorado/Participação | Eleitorado/Participação | 24 093 | 65,17 / 100,00  |

#### Foz do Douro
| Candidato               | Candidato               | Votos  | %               |
| ----------------------- | ----------------------- | ------ | --------------- |
|                         | Aníbal Cavaco Silva     | 4 223  | 57,53 / 100,00  |
|                         | Manuel Alegre           | 1 234  | 16,81 / 100,00  |
|                         | Mário Soares            | 1 133  | 15,44 / 100,00  |
|                         | Jerónimo de Sousa       | 371    | 5,05 / 100,00   |
|                         | Francisco Louçã         | 360    | 4,90 / 100,00   |
|                         | Garcia Pereira          | 19     | 0,26 / 100,00   |
| Votos Inválidos         | Votos Inválidos         | 152    | 2,03 / 100,00   |
| Total                   | Total                   | 7 492  | 100,00 / 100,00 |
| Eleitorado/Participação | Eleitorado/Participação | 10 376 | 72,21 / 100,00  |

#### Lordelo do Ouro
| Candidato               | Candidato               | Votos  | %               |
| ----------------------- | ----------------------- | ------ | --------------- |
|                         | Aníbal Cavaco Silva     | 5 641  | 47,45 / 100,00  |
|                         | Manuel Alegre           | 2 409  | 20,26 / 100,00  |
|                         | Mário Soares            | 2 083  | 17,52 / 100,00  |
|                         | Jerónimo de Sousa       | 1 046  | 8,80 / 100,00   |
|                         | Francisco Louçã         | 669    | 5,63 / 100,00   |
|                         | Garcia Pereira          | 40     | 0,34 / 100,00   |
| Votos Inválidos         | Votos Inválidos         | 216    | 1,78 / 100,00   |
| Total                   | Total                   | 12 104 | 100,00 / 100,00 |
| Eleitorado/Participação | Eleitorado/Participação | 18 341 | 65,99 / 100,00  |

#### Massarelos
| Candidato               | Candidato               | Votos | %               |
| ----------------------- | ----------------------- | ----- | --------------- |
|                         | Aníbal Cavaco Silva     | 2 305 | 48,64 / 100,00  |
|                         | Manuel Alegre           | 992   | 20,93 / 100,00  |
|                         | Mário Soares            | 744   | 15,70 / 100,00  |
|                         | Jerónimo de Sousa       | 427   | 9,01 / 100,00   |
|                         | Francisco Louçã         | 256   | 5,40 / 100,00   |
|                         | Garcia Pereira          | 15    | 0,32 / 100,00   |
| Votos Inválidos         | Votos Inválidos         | 82    | 1,70 / 100,00   |
| Total                   | Total                   | 4 821 | 100,00 / 100,00 |
| Eleitorado/Participação | Eleitorado/Participação | 7 105 | 67,85 / 100,00  |

#### Miragaia
| Candidato               | Candidato               | Votos | %               |
| ----------------------- | ----------------------- | ----- | --------------- |
|                         | Aníbal Cavaco Silva     | 591   | 34,14 / 100,00  |
|                         | Manuel Alegre           | 400   | 23,11 / 100,00  |
|                         | Mário Soares            | 367   | 21,20 / 100,00  |
|                         | Jerónimo de Sousa       | 227   | 13,11 / 100,00  |
|                         | Francisco Louçã         | 141   | 8,15 / 100,00   |
|                         | Garcia Pereira          | 5     | 0,29 / 100,00   |
| Votos Inválidos         | Votos Inválidos         | 21    | 1,20 / 100,00   |
| Total                   | Total                   | 1 752 | 100,00 / 100,00 |
| Eleitorado/Participação | Eleitorado/Participação | 3 102 | 56,48 / 100,00  |

#### Nevogilde
| Candidato               | Candidato               | Votos | %               |
| ----------------------- | ----------------------- | ----- | --------------- |
|                         | Aníbal Cavaco Silva     | 2 651 | 76,71 / 100,00  |
|                         | Manuel Alegre           | 387   | 11,20 / 100,00  |
|                         | Mário Soares            | 258   | 7,47 / 100,00   |
|                         | Francisco Louçã         | 78    | 2,26 / 100,00   |
|                         | Jerónimo de Sousa       | 66    | 1,91 / 100,00   |
|                         | Garcia Pereira          | 16    | 0,46 / 100,00   |
| Votos Inválidos         | Votos Inválidos         | 69    | 1,96 / 100,00   |
| Total                   | Total                   | 3 525 | 100,00 / 100,00 |
| Eleitorado/Participação | Eleitorado/Participação | 4 789 | 73,61 / 100,00  |

#### Paranhos
| Candidato               | Candidato               | Votos  | %               |
| ----------------------- | ----------------------- | ------ | --------------- |
|                         | Aníbal Cavaco Silva     | 13 696 | 49,04 / 100,00  |
|                         | Manuel Alegre           | 5 553  | 19,88 / 100,00  |
|                         | Mário Soares            | 4 674  | 16,73 / 100,00  |
|                         | Jerónimo de Sousa       | 2 170  | 7,77 / 100,00   |
|                         | Francisco Louçã         | 1 751  | 6,27 / 100,00   |
|                         | Garcia Pereira          | 86     | 0,31 / 100,00   |
| Votos Inválidos         | Votos Inválidos         | 534    | 1,88 / 100,00   |
| Total                   | Total                   | 28 464 | 100,00 / 100,00 |
| Eleitorado/Participação | Eleitorado/Participação | 41 876 | 67,97 / 100,00  |

#### Ramalde
| Candidato               | Candidato               | Votos  | %               |
| ----------------------- | ----------------------- | ------ | --------------- |
|                         | Aníbal Cavaco Silva     | 9 731  | 49,72 / 100,00  |
|                         | Manuel Alegre           | 3 896  | 19,91 / 100,00  |
|                         | Mário Soares            | 3 288  | 16,80 / 100,00  |
|                         | Jerónimo de Sousa       | 1 507  | 7,70 / 100,00   |
|                         | Francisco Louçã         | 1 079  | 5,51 / 100,00   |
|                         | Garcia Pereira          | 71     | 0,36 / 100,00   |
| Votos Inválidos         | Votos Inválidos         | 348    | 1,75 / 100,00   |
| Total                   | Total                   | 19 920 | 100,00 / 100,00 |
| Eleitorado/Participação | Eleitorado/Participação | 31 090 | 64,07 / 100,00  |

#### Santo Ildefonso
| Candidato               | Candidato               | Votos  | %               |
| ----------------------- | ----------------------- | ------ | --------------- |
|                         | Aníbal Cavaco Silva     | 3 132  | 50,82 / 100,00  |
|                         | Manuel Alegre           | 1 133  | 18,38 / 100,00  |
|                         | Mário Soares            | 1 053  | 17,09 / 100,00  |
|                         | Jerónimo de Sousa       | 473    | 7,67 / 100,00   |
|                         | Francisco Louçã         | 348    | 5,65 / 100,00   |
|                         | Garcia Pereira          | 24     | 0,39 / 100,00   |
| Votos Inválidos         | Votos Inválidos         | 94     | 1,51 / 100,00   |
| Total                   | Total                   | 6 257  | 100,00 / 100,00 |
| Eleitorado/Participação | Eleitorado/Participação | 11 105 | 56,86 / 100,00  |

#### São Nicolau
| Candidato               | Candidato               | Votos | %               |
| ----------------------- | ----------------------- | ----- | --------------- |
|                         | Aníbal Cavaco Silva     | 526   | 34,65 / 100,00  |
|                         | Manuel Alegre           | 368   | 24,24 / 100,00  |
|                         | Mário Soares            | 326   | 21,48 / 100,00  |
|                         | Jerónimo de Sousa       | 184   | 12,12 / 100,00  |
|                         | Francisco Louçã         | 105   | 6,92 / 100,00   |
|                         | Garcia Pereira          | 9     | 0,59 / 100,00   |
| Votos Inválidos         | Votos Inválidos         | 22    | 1,42 / 100,00   |
| Total                   | Total                   | 1 540 | 100,00 / 100,00 |
| Eleitorado/Participação | Eleitorado/Participação | 2 802 | 54,96 / 100,00  |

#### Sé
| Candidato               | Candidato               | Votos | %               |
| ----------------------- | ----------------------- | ----- | --------------- |
|                         | Aníbal Cavaco Silva     | 865   | 35,38 / 100,00  |
|                         | Mário Soares            | 662   | 27,08 / 100,00  |
|                         | Manuel Alegre           | 471   | 19,26 / 100,00  |
|                         | Jerónimo de Sousa       | 317   | 12,97 / 100,00  |
|                         | Francisco Louçã         | 123   | 5,03 / 100,00   |
|                         | Garcia Pereira          | 7     | 0,29 / 100,00   |
| Votos Inválidos         | Votos Inválidos         | 31    | 1,25 / 100,00   |
| Total                   | Total                   | 2 476 | 100,00 / 100,00 |
| Eleitorado/Participação | Eleitorado/Participação | 4 792 | 51,67 / 100,00  |

#### Vitória
| Candidato               | Candidato               | Votos | %               |
| ----------------------- | ----------------------- | ----- | --------------- |
|                         | Aníbal Cavaco Silva     | 780   | 43,58 / 100,00  |
|                         | Mário Soares            | 365   | 20,39 / 100,00  |
|                         | Manuel Alegre           | 348   | 19,44 / 100,00  |
|                         | Jerónimo de Sousa       | 176   | 9,83 / 100,00   |
|                         | Francisco Louçã         | 116   | 6,48 / 100,00   |
|                         | Garcia Pereira          | 5     | 0,28 / 100,00   |
| Votos Inválidos         | Votos Inválidos         | 22    | 1,21 / 100,00   |
| Total                   | Total                   | 1 812 | 100,00 / 100,00 |
| Eleitorado/Participação | Eleitorado/Participação | 3 022 | 59,96 / 100,00  |